# Det kommer aldrig va över för mig (sång)
"Det kommer aldrig va över för mig" är en låt av den svenska popartisten Håkan Hellström, släppt som den första singeln från albumet med samma namn den 14 mars 2013. Låten är skriven av Hellström tillsammans med Björn Olsson och producerad av Hellström, Olsson och Charles Storm
Videon till låten är regisserad av Björn Fävremark och John Boisen. Den spelades in i Göteborg, närmare bestämt Klippan och området runt Sockerbruket och Pannhuset nere vid Röda sten.
Låten debuterade som 12:a på svenska singellistan den 22 mars och tog sig nästa vecka upp till plats åtta. På Digilistan debuterade den som tvåa den 24 mars.
På Svensktoppen gjorde låten debut 26 maj.
Låten fick 2013 års pris som "årets låt" på P3 Guldgalan.
Låten har noterats för att likna The Killers låt, When We Were Young.

## Listplaceringar
| Lista (2013)         | Högsta placering |
| -------------------- | ---------------- |
| Digilistan           | 2                |
| Svenska singellistan | 2                |
| Svensktoppen         | 8                |